# Ouse
Ouse [úz] je velká řeka v severní Anglii, hlavní tok historického hrabství Yorkshire a jeden z hlavních přítoků do estuáru Humber. Se svou zdrojnicí Ure je dlouhá 208 km, což je šestý nejdelší vodní tok Spojeného království. Teče zhruba na jihovýchod, přes města York, Selby a Goole.
Místo, odkud se má řeka nazývat Ouse, bylo předmětem sporů – z hydrologického hlediska by dávalo smysl, aby Ouse vznikala soutokem srovnatelně velkých zdrojnic Ure a Swale, východně od Boroughbridge. Tradičním a uznávaným bodem začátku Ouse je však teprve o několik km níže soutok Ure a mnohem menšího potoka Ouse Gill Beck. Odsud k soutoku s řekou Trent měří tok Ouse 84 km. Celý vede rovinatou krajinou, jen s nepatrným převýšením.
Významnými přítoky zprava jsou Nidd, Wharfe, Aire a Don, zleva pak Derwent. Celé povodí Ouse má rozlohu zhruba 10 700 km², což je asi 8,2 % celé Anglie. Patří do něj jak odlehlé liduprázdné oblasti Yorkshire Dales nebo North York Moors, tak aglomerace velkoměst Leeds a Sheffield.